# Sanshou
Sanshou (kinesiska: 散手 pinyin: sǎnshǒu), även kallat Sanda (kinesiska: 散打 pinyin: sǎndǎ), är en tränings- och tävlingsgren inom den kinesiska kampkonsten wushu. Sanshou/sanda var från början en kampform där olika stilar av Wushu kunde tävla under ett gemensamt regelverk. 1998 etablerades Sanshou/Sanda som en fristående kampsport med eget förbund och egna mästerskap. Sparkar, slag, kast och i viss mån knän används för att skapa ett komplett kampsystem för ringfighting. Svenska Mästerskap i sanshou/sanda arrangeras av Svenska Kung Fu & Wushuförbundet. Europamästerskap och Världsmästerskap arrangeras av det europeiska wushuförbundet EWUF respektive det internationella wushuförbundet IWUF.